# NFA-Cup 2009
Der NFA-Cup 2009 der namibischen Vereinsfußballmannschaften fand vom 14. März bis 27. Juni 2009 statt. Hauptsponsor und Namensgeber des MTC NFA-Cup war der namibische Mobilfunkbetreiber MTC. Der Pokalwettbewerb wird von der Namibia Football Association organisiert.
Die Orlando Pirates aus Windhoek erhielten als Gewinner des NFA-Cup 2009 eine Siegprämie von N$ 500.000.

## Spielmodus
Es traten in der Endrunde 32 Mannschaften im K.-o.-System beginnend vom 1/16-Finale an.

## Termine
Die einzelnen Runden werden an folgenden Terminen ausgetragen:
- 1/16-Finale (1. Runde): 14., 15. und 29. März 2009
- Achtelfinale (2. Runde): 24. April – 25. April 2009
- Viertelfinale: 16. Mai 2009
- Halbfinale: 30. Mai 2009
- Finale: 27. Juni 2009

## Ergebnisse

### 1/16-Finale
Die 1/16-Finale fanden am 14., 15. und 29. März 2009 statt.
|                      | Ergebnis |                   |
| -------------------- | -------- | ----------------- |
| Tough Guys           | 1:2      | Fedics United     |
| Pescanova            | 0:8      | Ramblers FC       |
| Bingo                | 4:2      | SFC               |
| LHU Blue Waters FC   | 2:0      | Vietnam Rangers   |
| Blue Boys            | 2:1      | Oshakati City     |
| Robber Chanties      | 2:1      | Mighty Gunners    |
| Spoilers             | 1:2      | Chief Santos      |
| Eleven Arrows        | 3:0      | Onambula United   |
| SK Windhoek          | 3:1      | Life Fighters     |
| United Africa Tigers | 4:3      | Mighty Birds      |
| Hot Spurs            | 0:1      | Black Africa      |
| Golden Bees          | 2:0      | UNAM Ogongo       |
| Katima Wanderers     | 2:5      | New Castle United |
| Civics FC            | 8:0      | Young Top         |
| Tough Guys           | 1:2      | Fedics United     |
| Rengo Cosmos         | 0:7      | Orlando Pirates   |

### 1/8-Finale
Die 1/8-Finale fanden am 25. und 25. April 2009 im Independence Stadium in Windhoek, im Kuisebmund-Stadion in Walvis Bay sowie im Oscar-Norich-Stadion in Tsumeb statt.
|                      | Ergebnis        |                    |
| -------------------- | --------------- | ------------------ |
| Civics FC            | 1:2             | Orlando Pirates    |
| SK Windhoek          | 4:1             | Fedics United      |
| United Africa Tigers | 1:0             | Ramblers           |
| Robber Chanties      | 1:3             | LHU Blue Waters FC |
| African Stars        | 3:1             | Blue Boys          |
| Eleven Arrows        | 4:2             | Black Africa       |
| Chief Santos         | 3:3 (4:5 i. E.) | New Castle United  |
| Bingo                | 0:0 (3:1 i. E.) | Golden Bees        |

### 1/4-Finale
Die 1/4-Finale fanden am 16. Mai 2009 im Independence Stadium in Windhoek und im Kuisebmund-Stadion in Walvis Bay statt.
|                   | Ergebnis        |                    |
| ----------------- | --------------- | ------------------ |
| Ramblers          | 0:0 (3:2 i. E.) | LHU Blue Waters FC |
| New Castle United | 0:6             | Eleven Arrows      |
| SK Windhoek       | 5:2             | Bingo              |
| African Stars     | 0:1             | Orlando Pirates    |

### 1/2-Finale
Die 1/2-Finale fanden am 30. Mai 2009 im Independence Stadium in Windhoek statt.
|                 | Ergebnis        |               |
| --------------- | --------------- | ------------- |
| SK Windhoek     | 0:0 (5:6 i. E.) | Eleven Arrows |
| Orlando Pirates | 3:2             | Ramblers      |

### Finale
Das Finale fand am 27. Juni 2009 im Independence Stadium in Windhoek statt.
|               | Ergebnis        |                 |
| ------------- | --------------- | --------------- |
| Eleven Arrows | 1:1 (2:3 i. E.) | Orlando Pirates |